# Pteris longipinna
Pteris longipinna là một loài thực vật có mạch trong họ Pteridaceae. Loài này được Hayata miêu tả khoa học đầu tiên năm 1911.